# 3月24日 (旧暦)
旧暦3月24日は旧暦3月の24日目である。六曜は友引である。

## できごと
- 大治元年（ユリウス暦1126年4月18日） - 中尊寺金堂・三重塔の落慶法会
- 文治元年（ユリウス暦1185年4月25日） - 壇ノ浦の戦い。平氏一門が滅亡
- 応仁2年（ユリウス暦1468年4月16日） - 堅田大責。延暦寺が近江国堅田を焼討にする
- 天明4年（グレゴリオ暦1784年5月13日） - 田沼意次の子の若年寄・意知が旗本・佐野政言に殿中で斬られる。4月2日に歿
- 弘化4年（グレゴリオ暦1847年5月7日） - 長野・善光寺地震。死者8000-1万2000人

## 忌日
- 延喜10年（ユリウス暦910年5月6日） - 藤原高子、清和天皇の女御・陽成天皇の母（* 842年）
- 文治元年（ユリウス暦1185年4月25日） - 安徳天皇[1]、81代天皇（* 1178年）
- 文治元年（ユリウス暦1185年4月25日） - 平時子、平清盛の妻・安徳天皇の祖母
- 文治元年（ユリウス暦1185年4月25日） - 平知盛、武将・平清盛の子（* 1152年）
- 建仁元年（ユリウス暦1201年4月28日） - 千葉常胤、武将・下総守護 （* 1118年）
- 天保元年（閏3月）（グレゴリオ暦1830年5月16日） - 石川雅望（宿屋飯盛）、国学者（* 1753年）